# 中国百二十聖人
中国百二十聖人は、1648年から1930年までの清代から民国年間にかけて中国で殉教したカトリック教会の聖人で、その中には外国人と中国人の宣教者および信徒の両者が含まれる。2000年10月1日、ローマ教皇ヨハネ・パウロ2世によって列聖された。

## 概要
中華民国（台湾）のカトリック教会は中国の殉教者が聖人にされるのに尽力したが、中華人民共和国政府は教皇ヨハネ・パウロ2世が中華人民共和国の国慶節に彼らを聖人の列に加えたことに極度な不満を示し、列聖された一人であるオーギュスト・シャプドレーヌ（Auguste Chapdelaine, 中国名：馬頼）神父は「西林教案」によりアロー戦争の導火線となったとした。このため、この列聖を中華人民共和国政府は、バチカンが中国人を侮蔑し、中国とバチカンの関係を冷却するものであると看做した。
さらに、列聖された人物の一部は外国の植民地主義者が中国人民を奴隷のように扱った共犯者であるとし、またある者は本人の品行が低劣であり、カトリック教会がこのような宗教的手段を採用したのは中国への内政干渉と歴史の改ざんを意図したものであるとした。
バチカンはこれに対し、中国政府の歴史に対する誤った解釈であると回答した。香港の中国共産党寄りの新聞である文匯報は社説を発表し、「バチカンの『列聖』の重要な点は反中である。...バチカンは過去に中国の大地で悪事の限りを尽くし、中国人民を圧迫して横暴に振舞った悪党をカトリックの『聖人』の列に加えようと考えるのは、中国の主権や中国の宗教上の自由と民族の尊厳への冒涜である」と指摘した。　
政府公認のカトリック教会団体である中国天主教愛国会と中国天主教主教団も政府と同調し、バチカンの列聖が「中国人の感情を著しく傷つけ、『列聖』を利用して歴史を歪曲、曲解する行為である」という非難声明を発表した。
当時の香港教区司教であった陳日君は直ぐに列聖を支持する文章を発表し、「我々はこのような運動が既に歴史上の事件になったとしているが、...人民の目は狂いはない。中国の信者は誰が帝国主義侵略者か、そして誰が中国人民の友人であるかを知っている。彼等は宣教師を信頼し、彼等の紹介した福音を受け入れてイエズス・キリストを信じ、彼に忠実であり、血を流すことを惜しまなかった」と評した。同時に「逆に言えば、中共が義和団を『列聖』することは賢明だろうか？中国内外の学者はこの歴史上の複雑な事件は敢えてこのように肯定しなかった。政府は明らかにイデオロギー的な観点から選択をしている」とした。

## 殉教者

### 順治、乾隆年間（1648-1795）の福建省の殉教者
1.フランシスコ・フェルナンデス・デ・カピリャス (Francisco Fernández de Capillas, O.P.,中国名：劉方済、スペイン人、1607-1648）、ドミニコ会司祭

2.ペドロ・サンス・ホルダ(Pedro Sanz Jordá, O.P.,中国名：白伯禄、スペイン人、1680-1747）、ドミニコ会司教

3.フランシスコ・セラーノ・フリアス (Francisco Serrano Frias, O.P.,中国名：徳方済、スペイン人、1695-1748）、ドミニコ会司祭

4.ホアキン・ロヨ・ペレス（Joaquin Royo Perez, O.P.,中国名：華雅敬、スペイン人、1691-1748）、ドミニコ会司祭

5.フアン・アルコベル・フィゲラ （Juan Alcober Figuera, O.P.,中国名：費若望、スペイン人、1694-1748）、ドミニコ会司祭

6.フランシスコ・ディアス・デル・リンコン（Francisco Diaz del Rincon, O.P.,中国名：施方済、スペイン人、1713-1748）、ドミニコ会司祭

### 嘉慶年間（1797-1822）の四川省、貴州省、湖南省、湖北省の殉教者
7.呉国盛（1768-1814）、伝道士

8.趙栄（1746-1815）、司祭

9.張大鵬（1754-1815）、伝道士

10.ジャン＝ガブリエル＝トーラン・デュフレス（Jean-Gabriel-Taurin Dufresse, M.E.P.,中国名：徐徳新、フランス人、1750-1815）、パリ外国宣教会司教

11.フランチェスコ・M・ラントルア・トリオラ（Francesco M. Lantrua Triora, O.F.M.,中国名：藍月旺、イタリア人、1760-1816）、フランシスコ会司祭

12.袁在徳（1766-1817）、司祭

13.劉翰佐（1778-1891）、司祭

14.ジャン＝フランソワ＝レジス・クレー（Jean-François-Régis Clet, C.M.,中国名：劉格来、フランス人、1748-1820）、ラザリスト司祭

### 道光年間（1822-1856）の四川省、貴州省、湖北省の殉教者
15.劉瑞廷（1773-1823）、司祭

16.劉文元（1760-1834）、伝道士

17.郝開枝（1782-1839）、伝道士

### 咸豊年間（1856-1861）の貴州省、広西省の殉教者
18.オーギュスト・シャプドレーヌ (Auguste Chapdelaine, M.E.P.,中国名：馬頼、フランス人、1814-1856）、パリ外国宣教会司祭
 
19.曹桂英（1821-1856）、信徒

20.白小満（1821-1856）、信徒

21.王炳（1802-1857）、伝道士

22.盧廷美（1811-1857）、伝道士

23.林昭（1817-1857）、信徒

24.王羅曼徳（1802-1861）、信徒

25.羅廷蔭（1825-1861）、信徒

26.張文瀾（1831-1861）、神学生

27.陳昌品（1838-1861）、神学生

### 同治年間（1862-1871）の貴州省の殉教者
28.ジャン＝ピエール・ネエル(Jean-Pierre Néel, M.E.P.,中国名：文乃爾、フランス人、1832-1862）、パリ外国宣教会司祭

29.張天申（1805-1862）、伝道士　

30.易貞美（1815-1862）、伝道士　

31.呉学聖（1817-1862）、伝道士

32.陳顕恒（1820-1862）、伝道士

### 光緒年間（1876-1900）の山西省、陝西省、湖南省の殉教者
33.グレゴリオ・グラッシ（Gregorio Grassi, O.F.M.,中国名：艾士傑、イタリア人、1833-1900)フランシスコ会司教

34.フランチェスコ・フォゴッラ（Francesco Fogolla, O.F.M.,中国名：富格辣、イタリア人、1839-1900）、フランシスコ会司教　

35.アントニノ・ファントサティ（Antonino Fantosati, O.F.M.,中国名：范懐徳、イタリア人、1842-1900）、フランシスコ会司教　

36.エリア・ファッキーニ（Elia Facchini, O.F.M.,中国名：雷体仁、イタリア人、1839-1900）、フランシスコ会司祭　

37.テオドリコ・バラー （Teodorico Balat, O.F.M.,中国名：徳奥理、フランス人、1854-1900）、フランシスコ会司祭

38.ジュゼッペ・マリア・ガンバロ （Giuseppe Maria Gambaro, O.F.M.,中国名：安守仁、イタリア人、1869-1900）、フランシスコ会司祭　

39.チェシディオ・ジャコマントニオ（Cesidio Giacomantonio ,O.F.M.,中国名：董哲西、イタリア人、1873-1900）、フランシスコ会司祭 

40.アンドレア・ボエル（Andrea Bauer, O.F.M.,中国名：安振徳、フランス人、1866-1900）、フランシスコ会修道士

41.張景光（1878-1900）、在俗フランシスコ会神学生

42.張志和（1880-1900）、在俗フランシスコ会神学生

43.張煥（1882-1900）、在俗フランシスコ会神学生

44.董博弟（1882-1900）、在俗フランシスコ会神学生

45.王鋭（1885-1900）、在俗フランシスコ会神学生

46.イルマ・グリボー（Irma Grivot, F.M.M.,中国名：埃明納、フランス人、1876-1900）、マリアの宣教者フランシスコ修道会修道女

47.ジャンヌ＝マリー・ケルガン（Jeanne-Marie Kerguin, F.M.M.,中国名：那達理、フランス人、1864-1900）、マリアの宣教者フランシスコ修道会修道女

48.アンヌ＝フランソワーズ・モロー（Anne-Françoise Moreau, F.M.M.,中国名：菊斯徳、フランス人、1866-1900）、マリアの宣教者フランシスコ修道会修道女 

49.ユドカ・カタリナ・ディルクス（Judoca Catharina Dirks, F.M.M.,中国名：雅都斐、オランダ人、1866-1900）、マリアの宣教者フランシスコ修道会修道女　

50.クレリア・ナネッティ（Clelia Nanetti, F.M.M.,中国名：嘉納、イタリア人、1872-1900）、マリアの宣教者フランシスコ修道会修道女 

51.ポリーヌ・ジュリ(Pauline Jeuris, F.M.M.,中国名：雅芒定、ベルギー人、1872-1900）、マリアの宣教者フランシスコ修道会修道女

52.マリアンナ・ジュリアーニ (Marianna Giuliani, F.M.M.,中国名：巴渓、イタリア人、1875-1900）、マリアの宣教者フランシスコ修道会修道女

53.張栄（1838-1900）、信徒　

54.張板紐（1849-1900）、在俗フランシスコ会信徒　

55.申計和（1851-1900）、在俗フランシスコ会信徒　

56.閻国棟（1853-1900）、在俗フランシスコ会信徒　

57.陳西満（1855-1900）、在俗フランシスコ会信徒　

58.馮徳（1855-1900）、在俗フランシスコ会信徒　

59.趙全信（1856-1900）、在俗フランシスコ会信徒　

60.武安邦（1860-1900）、在俗フランシスコ会信徒　

61.王二満（1864-1900）、在俗フランシスコ会信徒　

62.アルベリコ・クレシッテリ（Alberico Crescitelli, P.I.M.E.,中国名：郭西徳、イタリア人、1863-1900）、ミラノ外国宣教会司祭　

### 光緒庚子年（1900）河北省の殉教者
63.レオン＝イニャス・マンジャン（Léon-Ignace Mangin, S.J., 中国名：任徳芬、フランス人、1857-1900)、イエズス会司祭

64.ポール・デン（Paul Denn,S.J.,中国名：湯愛玲、フランス人、1847-1900）、イエズス会司祭

65.レミ・イゾレ （Rémi Isoré, S.J.,中国名：趙席珍、フランス人、1852-1900）、イエズス会司祭

66.モデスト・アンドローエル（Modeste Andlauer, S.J.,中国名：路懋徳、フランス人、1847-1900）、イエズス会司祭　

67.劉進徳（1821-1900）、信徒

68.安辛安納（1828-1900）、信徒

69.安郭瑪麗（1836-1900）、信徒

70.安焦安納（1874-1900）、信徒

71.安霊花（1871-1900）、信徒

72.王安納（1886-1900）、信徒

73.王玉梅（1832-1900）、信徒

74.王王璐琪（1869-1900）、信徒

75.王天慶（1891-1900）、信徒

76.冀天祥（1834-1900）、信徒

77.郭李瑪利（1835-1900）、信徒

78.呉安居（1838-1900）、信徒

79.呉満堂（1883-1900）、信徒

80.呉萬書（1844-1900）、信徒

81.葛廷柱（1839-1900）、信徒

82.趙明振（1839-1900）、信徒

83.趙明喜（1844-1900）、信徒

84.趙郭瑪利（1878-1900）、信徒

85.趙洛莎（1840-1900）、信徒

86.趙瑪利（1883-1900）、信徒

87.馬太順（1840-1900）、伝道士

88.李全恵（1837-1900）、信徒

89.李全真（1841-1900）、信徒

90.王佐隆（1842-1900）、信徒

91.張懐禄（1843-1900）、求道者

92.劉子玉（1843-1900）、信徒

93.秦邊麗莎（1846-1900）、信徒

94.秦春福（1886-1900）、信徒

95.崔連巴芮（1849-1900）、信徒

96.杜趙瑪利（1849-1900）、信徒

97.朱呉瑪利（1850-1900）、信徒

98.武文印（1850-1900）、信徒

99.王李瑪利（1851-1900）、信徒

100.袁庚寅（1853-1900）、信徒

101.王恵（1855-1900）、信徒

102.杜田瑪利（1858-1900）、信徒

103.杜鳳菊（1881-1900）、信徒

104.傅桂林（1863-1900）、信徒

105.張何徳蘭（1864-1900）、信徒

106.郎楊（1871-1900）、信徒

107.郎福（1893-1900）、信徒

108.陳金婕（1875-1900）、信徒

109.陳愛婕（1878-1900）、信徒

110.王奎新（1875-1900）、信徒

111.王奎聚（1863-1900）、信徒

112.朱日新（1881-1900）、信徒

113.郗柱子（1882-1900）、求道者

114.王成（1882-1900）、信徒

115.范坤（1884-1900）、信徒

116.斉玉（1885-1900）、信徒

117.鄭緒（1889-1900）、信徒

118.朱五瑞（1883-1900）、信徒

### 民国年間（1930）広東省の殉教者
119.ルイージ・ヴェルシリア（Luigi Versiglia, S.D.B.,中国名：雷鳴道、イタリア人、1873-1930）、サレジオ会司教

120.カッリスト・カラヴァリオ（Callisto Caravario, S.D.B.,中国名：高恵黎、イタリア人、1903-1930）、サレジオ会司祭 

## 中国の聖なる殉教者
上記の120人の他に、1996年に列聖されたジャン・ガブリエル・ペルボワ神父を加えて中国の聖なる殉教者(中国語：中華殉道聖人)という。2010年、聖人の祝日である7月9日までの9日間または3日間のミサが台湾の各教区で捧げられ、7月10日には現在の新北市新荘区にあるカトリック恒毅高級中学で聖人の絵画展があり、そしてカトリック台湾地区司教団より記念ミサが捧げられ、列聖十周年を祝った。

121.ジャン・ガブリエル・ペルボワ（Jean-Gabriel Perboyre, 中国名：董文学）、司祭

## 文献
- 『中国カトリック信者の殉教 －中華殉道先烈伝－』　岩本信夫著、聖母文庫　2000年　ISBN 4 88216209 1
- 『中国における外国人宣教師の殉教　中華殉教聖人伝』　同著、聖母文庫　2005年　ISBN 4 88216 255 5